# Xã North Fork, Quận Gallatin, Illinois
Xã North Fork (tiếng Anh: North Fork Township) là một xã thuộc quận Gallatin, tiểu bang Illinois, Hoa Kỳ. Năm 2010, dân số của xã này là 408 người.